# Nowokajakent
Nowokajakent (russisch Новокаяке́нт, kumykisch Янгыкъаягент) ist ein Dorf (selo) in der Republik Dagestan in Russland mit 5130 Einwohnern (Stand 14. Oktober 2010).

## Geographie
Der Ort liegt etwa 75 km Luftlinie südsüdöstlich der Republikhauptstadt Machatschkala am Fuß des Großen Kaukasus, am linken Ufer des Flusses Gamriosen, etwa 2 km von seiner Mündung in das Kaspische Meer.
Nowokajakent ist Verwaltungszentrum des Rajons Kajakentski sowie Sitz der Landgemeinde (selskoje posselenije) Nowokajakentski selsowet, zu der außerdem das 10 km nordnordwestlich gelegene Dorf Intschche gehört. Gut die Hälfte der Einwohner des Ortes sind Kumyken, etwa ein Drittel Darginer.

## Geschichte
Der Ort entstand um die Bahnstation Kajagent (entsprechend der damaligen Schreibweise des heutigen Dorfes Kajakent), die dort an der 1900 eröffneten Eisenbahnstrecke Rostow am Don – Machatschkala – Baku errichtet worden war. Am 3. Januar 1935 kam er zum neu gebildeten Kajakentski rajon mit Sitz im 7 km westlich gelegenen Kajakent. 1957 wurde der Verwaltungssitz in die gut 20 km nördlich gelegene Stadt Isberbasch verlegt. Nach einer zwischenzeitlichen Auflösung des Rajons am 1. Februar 1963 wurde er am 12. Januar 1965 neu gebildet, nun mit Sitz in der Siedlung bei der Bahnstation, die in Nowokajakent („Neu-Kajakent“) umbenannt wurde.

### Bevölkerungsentwicklung
| Jahr | Einwohner |
| ---- | --------- |
| 1970 | 3132      |
| 1979 | 3364      |
| 1989 | 4998      |
| 2002 | 5596      |
| 2010 | 5130      |

Anmerkung: Volkszählungsdaten

## Verkehr
In Nowokajakent befindet sich die Bahnstation Kajagent bei Kilometer 2366 (ab Moskau) der auf diesem Abschnitt 1900 eröffneten und seit 1978 elektrifizierten Strecke Rostow am Don – Baku. Etwa 3 km westlich des Ortes verläuft die föderale Fernstraße R217 Kawkas (früher M29, zugleich Teil der Europastraße 119), die entlang dem Nord- und Ostrand des Kaukasus und der Küste des Kaspisches Meeres zur aserbaidschanischen Grenze führt.